# Ronfeugerai
Ronfeugerai ist eine Ortschaft und eine ehemalige französische Gemeinde mit 324 Einwohnern (Stand: 1. Januar 2022) im Département Orne in der Region Normandie. Sie gehörte zum Kanton Athis-de-l’Orne im Arrondissement Argentan.
Mit Wirkung vom 1. Januar 2016 wurden die bisherigen Gemeinden Athis-de-l’Orne, Bréel, La Carneille, Notre-Dame-du-Rocher, Ronfeugerai, Ségrie-Fontaine, Taillebois und Les Tourailles zu einer Commune nouvelle mit dem Namen Athis-Val de Rouvre zusammengeschlossen und haben in der neuen Gemeinde den Status einer Commune déléguée. Der Verwaltungssitz befindet sich im Ort Athis-de-l’Orne.

## Geografie
Ronfeugerai liegt acht Kilometer nordöstlich von Flers, zu dem im Südwesten eine kleine Grenze besteht. Im Wesentlichen wurde das in Nord-Süd-Richtung gestreckte frühere Gemeindegebiet von den Gemeinden Athis-de-l’Orne und La Carneille begrenzt. Die Bäche Lembron und Lembronnet bildeten bis 2016 die Grenzen.

## Etymologie
Der Name leitet sich von Rouge Fougère ab, was „Roter Farn“ bedeutet. Dieser ist auch im Gemeindewappen als Element enthalten.

## Geschichte
Aufgrund seiner günstigen Lage war das Dorf im 18. Jahrhundert Schauplatz eines Treffens von Leinwandmalern.

## Kultur und Sehenswürdigkeiten
Die Kirche Saint-Hilaire wurde zwischen 1885 und 1900 gebaut. Der 1898 fertiggestellte Glockenturm wurde 1898 durch einen Blitz teilweise zerstört und noch im selben Jahr restauriert. Nachdem er am 3. Februar 1990 durch einen Sturm vom Dach der Kirche gehoben wurde, wurde er am 6. März 1991 wieder dort aufgesetzt. Die Kirche besitzt eine Vorhalle romanischen Stils und Weihwasserbecken aus dem 12. Jahrhundert. Der neugotische Altar stammt aus dem 19. Jahrhundert.

## Wirtschaft und Infrastruktur
Die meisten Beschäftigten arbeiten in Flers, Condé und Messei. Darüber hinaus gibt es in Ronfeugerai einige Geschäfte. 1985 entstand eine Mehrzweckhalle. Im Bildungswesen besteht eine Kooperation mit den Nachbarorten Durcet, Les Tourailles, La Carneille und Sainte-Opportune.

## Bevölkerungsentwicklung
| Jahr      | 1962 | 1968 | 1975 | 1982 | 1990 | 1999 | 2008 | 2016 |
| Einwohner | 212  | 232  | 260  | 317  | 341  | 328  | 305  | 339  |

1850 hatte die Gemeinde noch 830 Einwohner. Durch den Bau von 40 Einfamilienhäusern stieg die Einwohnerzahl während der 1980er Jahre an.